# Яворка, Шандор
Ша́ндор Я́ворка (венг. Jávorka Sándor, 1883—1961) — венгерский ботаник словацкого происхождения.

## Биография
Родился 12 марта 1883 года в Шелмецбанье (ныне — Банска-Штьявница, Словакия). Рано потерял отца, воспитывался матерью. Учился в Будапештском университете, в 1906 году окончил его, получив степень доктора философии. В 1904—1905 годах практиковался в ботаническом саду Университета.
С 1905 года Яворка работал в ботаническом отделении Венгерского национального музея в Будапеште.
Яворка занимался изучением флоры Венгрии, а также Балканского полуострова. Написал ряд монографий, в частности, родов Оносма, Ястребинка, Лён, Рябина.
После 1945 года активно участвовал в деятельности Венгерской академии наук.
Скончался 28 сентября 1961 года в Будапеште.

## Некоторые научные работы
- Jávorka S. Magyar flóra. — Budapest, 1924. — 1307 p.
- Jávorka S. A magyar flóra kis határozója. — Budapest, 1926. — 324 p.

## Роды и некоторые виды, названные в честь Ш. Яворки
- Javorkaea Borhidi & Jarai-Koml., 1985 — Arachnothryx Planch., 1849
- Rhinanthus javorkae Soó, 1929